# Orest Kiprenski

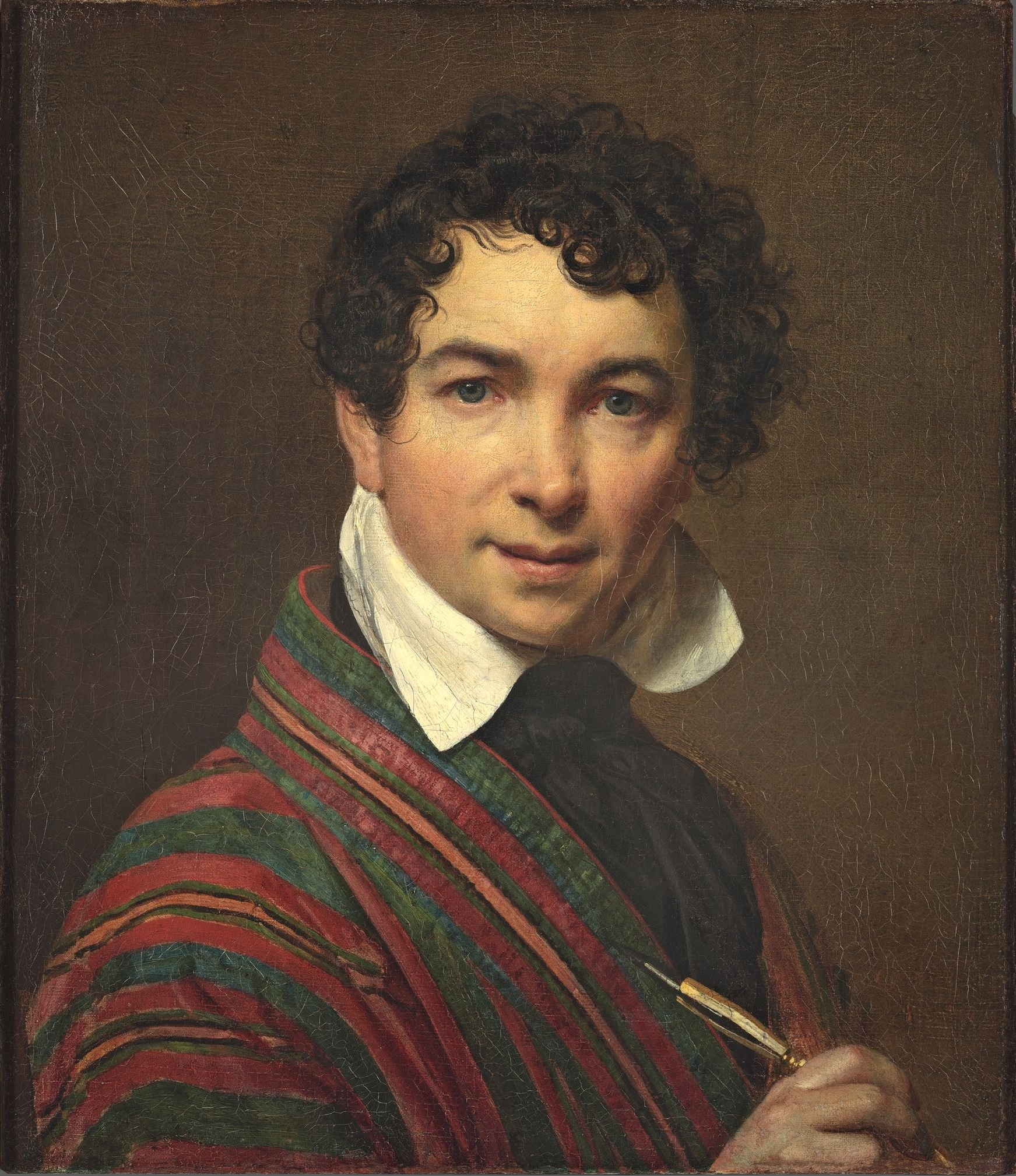
Autorretrato de Kiprenski (1828). Galería Tretiakov, Moscú.

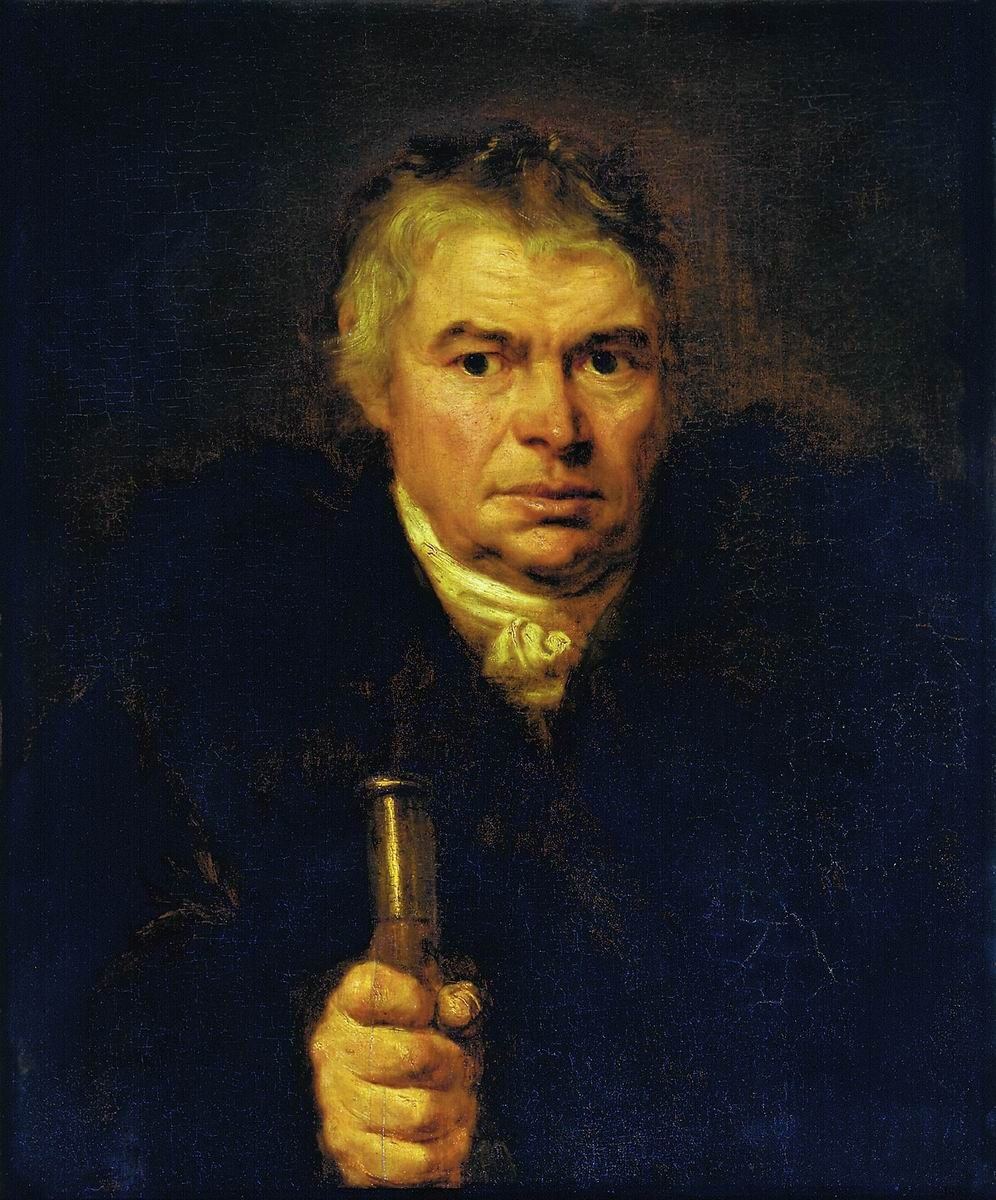
Adam Shvalber (1804). Museo Ruso, San Petersburgo. Shvalber fue el siervo que crio a Kiprenski, quien era hijo natural del terrateniente Diakónov.

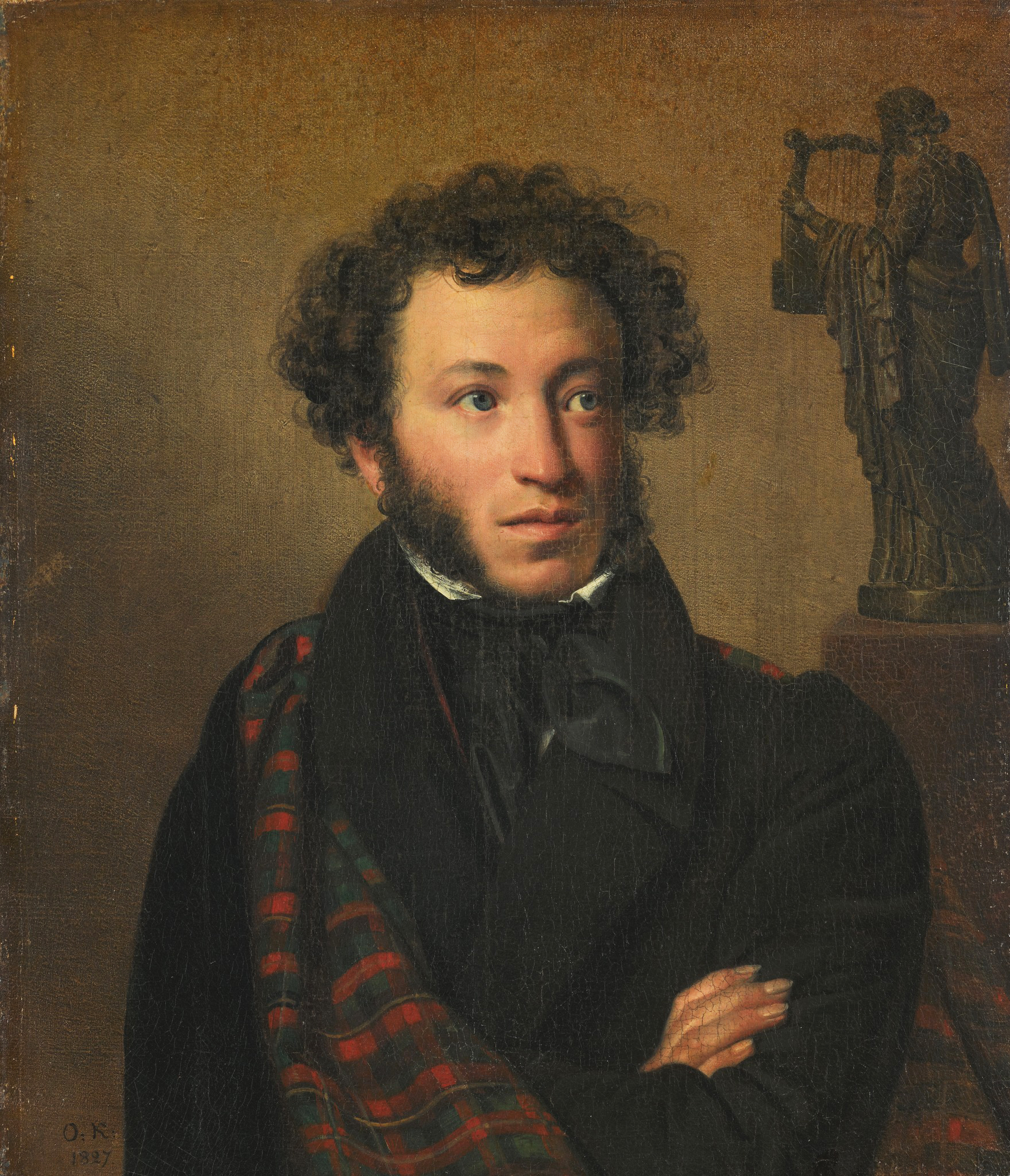
Aleksandr Pushkin (1827). Galería Tretiakov, Moscú. Este retrato de Pushkin es la obra más famosa de Kiprenski.

Orest Adámovich Kiprenski (en ruso: Орест Адамович Кипренский; Koporie, 13 de marzojul./ 24 de marzo de 1782greg.-Roma, 5 de octubrejul./ 17 de octubre de 1836greg.) fue un pintor romántico ruso. Destacó como retratista. Su obra más famosa es el retrato que realizó en 1827 al escritor Aleksandr Pushkin.

## Juventud, años de formación
Orest nació en Koporie, un pueblo cercano a San Petersburgo. Hijo natural de un terrateniente, Alekséi Diakónov, recibió su nombre de Kypris, uno de los nombres de la diosa del amor griega. Creció en la familia de un siervo, Adam Shvalber. Pese a esto, Kiprenski no tenía la condición de siervo y su padre le proporcionó estudios y le matriculó en la Academia Imperial de las Artes de San Petersburgo en 1788, cuando Kiprenski sólo tenía seis años de edad. 
En 1804, cuando todavía no había terminado sus estudios, pintó un retrato de su padrastro, el siervo Adam Shvalber. Esta obra impresionó mucho a sus contemporáneos. Tal era su calidad que, tiempo después, varios miembros de la Academia de Artes de Nápoles lo tomaron por obra de algún gran maestro, como Rubens o Van Dyck. Kiprenski tuvo que solicitar por carta el aval de la Academia Imperial de las Artes para acreditar su autoría. 
En 1805 ganó una medalla de oro de la Academia Imperial de las Artes por su cuadro El príncipe Dmitri Donskói tras la batalla de Kulikovo (1805), que permitió al artista salir de Rusia y recorrer Europa para estudiar arte.

## Madurez
De regreso a Rusia, Kiprenski vivió en distintas ciudades del país: Moscú (1809), Tver (1811) o San Petersburgo (1812). Entre 1816 y 1822 se instaló en Italia y residió en Roma y Nápoles, principalmente. Tuvo relaciones con una muchacha de baja extracción social, Anna Maria Falcucci (Mariucci), a la que dio empleo. Cuando Kiprenski abandonó Italia, dispuso que su amante ingresara en un convento católico.
En 1828, Kiprenski regresó a Italia tras recibir una carta de su amigo Samuel Halberg, quien le informaba de que había perdido el rastro de Mariucci, quien había sido trasladada de convento. Kiprenski finalmente la localizó y, tras convertirse al catolicismo, se casaron en secreto en Roma en 1836.
Kiprenski murió pocos meses después a causa de una neumonía.